# Преспа (Софийска област)
Преспа е село в Южна България. Намира се в община Мирково, област София.
Към 1934 г. селото има 58 жители. В днешно време няма постоянно население. Влиза в землището на село Каменица.